# Katia Canciani
 (mars 2023).
Motif : Voir la page de discussion de l'article.
 (mars 2023).
 (août 2010).
Si vous disposez d'ouvrages ou d'articles de référence ou si vous connaissez des sites web de qualité traitant du thème abordé ici, merci de compléter l'article en donnant les références utiles à sa vérifiabilité et en les liant à la section « Notes et références ».
Katia Canciani née le 16 février 1971 à Montréal au Canada) est une écrivaine et une aviatrice canadienne.

## Biographie

### Enfance et jeunesse
Née en 1971 d’une mère bretonne émigrée au Canada à l’âge de six ans et d’un père gascon venu visiter l’Expo 67, Katia Canciani a vécu toute sa jeunesse à Blainville, en banlieue de Montréal. Petite, elle se passionne pour la lecture, le dessin et l’écriture. Elle obtient son diplôme d’études secondaires au Collège Français, à Montréal, en 1987.
Adolescente, dévoreuse de livres, elle se voit zoologiste et se perd dans des savanes imaginaires, mais à la fois inspirée par Saint-Exupéry et les voyages familiaux en France, c’est une autre passion qui la tenaille à 14 ans : l’aviation. Katia Canciani devient ainsi membre de l’escadron 806 Sainte-Thérèse des Cadets de l'aviation royale du Canada  et s’épanouit dans cet environnement où l’aviation, le leadership et l’amitié prennent toute la place. Elle créera la devise de l’escadron « Toujours plus haut, toujours plus loin » et son premier blason orné d’un castor. Elle reçoit les trophées de Recrue féminine de l’année en 1986, Cadette de l’année en 1987, Trophée de Pilotage en 1988, Instructeur de l’année en 1988 et 1989. Elle décroche son permis de pilote de planeur à l’âge de seize ans, puis sa licence de pilote privé sur avion à l’âge de dix-sept ans.

### Adolescence
Elle entreprend des études en Sciences pures et appliquées au Cégep Lionel-Groulx afin de devenir ingénieur aéronautique. Mais son désir de voler est si grand qu’elle fait finalement une demande d’admission dans les Forces armées canadiennes et au collège d’aviation de Chicoutimi afin de poursuivre son rêve de devenir pilote professionnelle.
En 1991, Katia Canciani devient la première femme diplômée en pilotage de brousse dans l’histoire du Cégep de Chicoutimi.
Au cours de ses études, Katia reçoit la Bourse Roméo-Vachon, décernée au meilleur étudiant de 2e année, et la Bourse de l’association étudiante. Elle est aussi présidente du bureau voyage du Cégep et travaillera à l'été 1989 comme fille de quai pour Delco Aviation, à Laval-des-Rapides.[réf. souhaitée]

### Carrière de pilote professionnelle

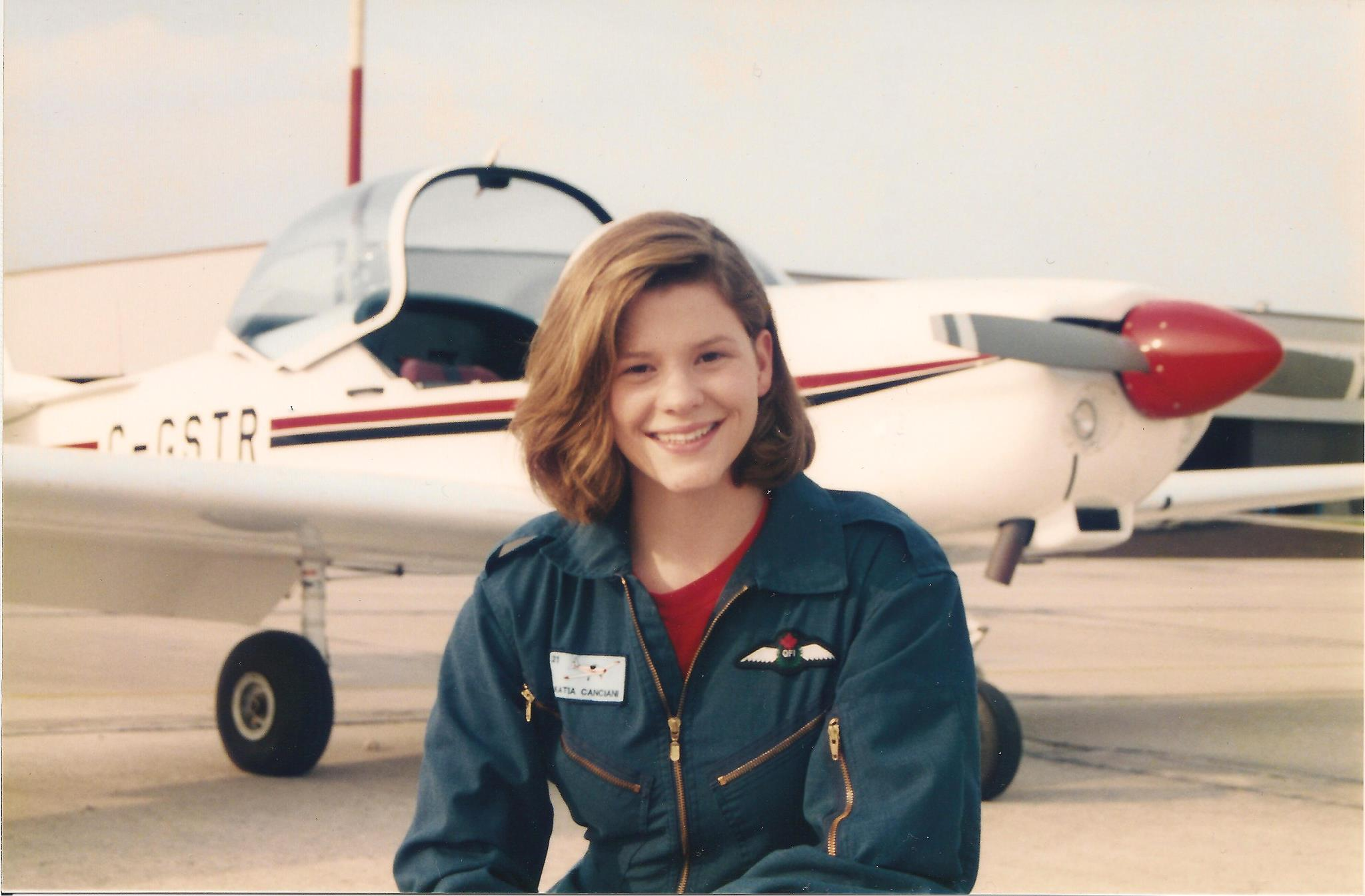
Katia Canciani, Southport, Manitoba, 1994

Après l’obtention de son diplôme d’études collégiales, Katia Canciani met les voiles pour l’Ouest canadien, où elle œuvre d’abord comme monitrice de français à l’école Prince-Charles, à Portage-la-Prairie  au Manitoba.
À la suite d'un contrat de traduction des manuels de l’école de pilotage des Forces canadiennes, elle intègre l’équipe du Canadian Aviation Training Center (une division de la compagnie aéronautique Bombardier), en 1992.[Quand ?] d’abord comme instructrice au sol et coordonnatrice de l’entraînement des francophones, puis comme instructrice de vol et de voltige  où elle est chargée de la formation initiale des pilotes militaires canadiens sur des avions de type Slingsby T-67 Firefly.
En 1995, elle revient au Québec. Elle œuvre quelques mois au Regional Jet Training Center de Bombardier, à Montréal, en tant que coordinatrice de l’entraînement des pilotes puis à la suite de la naissance de son premier enfant, elle redevient instructrice de vol chez Aéro-Taxi à l’aéroport de Saint-Hubert, en 1997.
En 1997, Katia Canciani décide de suspendre sa carrière de pilote professionnelle afin de se consacrer à sa famille.
En 2011, Katia Canciani revalide sa licence de pilote professionnelle et son annotation d’instructrice de vol. Elle travaille ensuite comme instructrice au sol, instructrice de vol et directrice adjointe des opérations chez Gatineau Aviation, DécouvAIRte Aviation et Lachute Aviation.
En 2015, elle cofonde sa propre école de pilote, École de pilotage Évolution à Gatineau qu’elle cède en 2016.
En 2017, elle complète son cours de Spécialiste de l’information de vol (FSS) chez Nav Canada, sans obtenir sa qualification.
En octobre 2017, elle intègre le ministère des Transports, dans la division des Plans d’urgence et de contingence de l’Aviation civile, d’abord en tant qu’officier puis gestionnaire intérimaire.
En 2019, elle est élue présidente du Groupe des Transports, Aviation civile, de l’OTAN pour une période de 3 ans.
En 2020, à la suite de la tragédie du vol PS-752, Katia Canciani est invitée à mettre sur pied le nouveau Bureau d’information sur les zones de conflits chez Transport Canada, dont le mandat inclut le développement et la mise en œuvre de l’Initiative pour des ciels plus sûrs du Canada (Safer Skies Initiative). Elle met sur pied et préside un comité international, le Safer Skies Consultative Committee, et organise le premier forum international entièrement consacré à l’atténuation des risques liés aux opérations à proximité des zones de conflit, le Safer Skies Forum, en décembre 2020.
Après deux ans à l'OTAN en Belgique en tant qu'Administratrice des Transports civils dans la division de la Politique et des plans de défense, elle réintègre Transports Canada en avril 2023. D'abord comme Gestionnaire intérimaire/Conseillère principale en politiques pour les Directeurs généraux, Aviation Civile; puis, quelques mois plus tard, elle retourne à la tête du Bureau d'information sur les zones de conflits.
La Fondation Aérovision Québec l'ajoute à sa prestigieuse liste de pionnières québécoises en mai 2020. Elle est désignée comme l'une des leaders émergents par la Women in Defence and Security (WiDS) en 2021.

### Écrivaine
Au cours des années 2000, Katia Canciani vit en Ontario, puis en Nouvelle-Écosse. À cette époque (de 2000 à 2003), elle complète un baccalauréat en communication avec la TÉLUQ, collabore au journal de son université en y tenant une chronique de voyageet cofonde un regroupement culturel francophone, Le Franco-Phare. Elle reçoit le prix du Lieutenant-gouverneur général du Québec, de même qu’une bourse de l’association étudiante, au terme de ses études universitaires.

#### Littérature générale
En 2006, Katia Canciani publie un premier roman, Un jardin en Espagne, Retour au Généralife aux Éditions David. Cette première œuvre, encensée par la critique, est finaliste au Prix des lecteurs Radio-Canada(2007) et au Prix Éloizes (2007).
En 2009, Katia Canciani publie son deuxième roman de littérature générale, 178 secondes, toujours aux Éditions David. Cette œuvre reçoit le Prix littéraire des enseignants Québec dans la catégorie « Roman 15 ans et plus »,, en 2010. Le roman, qui reçoit un accueil senti des lecteurs en fin d’adolescence, est intégré au programme de lecture de plusieurs écoles à travers le Canada,,,.
En 2009, Katia Canciani publie également un récit épistolaire, Lettre à Saint-Exupéry chez Fides, où elle raconte son parcours d’écrivaine, de pilote et de mère sous forme d’une discussion fictive avec son héros de jeunesse. Elle illustre son texte avec ses propres illustrations. Il reçoit un bel accueil critique,.

#### Littérature jeunesse
L’autrice publie sa première œuvre destinée aux jeunes lecteurs, La princesse Pop Corn, dans le magazine J’aime lire en 2006.
Elle publie un deuxième titre dans le magazine J’aime lire, intitulé Pilote en détresse, une histoire inspirée par la pilote de brousse québécoise Elza Laroche.
En hommage à son grand-père paternel, Katia Canciani écrit l'album Sofia et le marchand ambulant, illustré par Antoine Déprez. L’album reçoit le Prix Saint-Exupéry - Valeurs jeunesse, Sélection Francophonie, en 2020. Il est aussi finaliste au Prix Tatoulu 2021, au Prix Chronos 2021, au Prix Peuplier 2021 et au Prix des Incorruptibles 2021.
Son album Pet et Répète : la véritable histoire reçoit un accueil populaire marqué au Québec lors de sa parution en 2019. Il est finaliste au Prix Mélèze (2021). Il remporte le prix littéraire du Gouverneur général du Canada en 2020,, dans la catégorie Littérature jeunesse - livres illustrés.
Certains des titres de Katia Canciani sont traduits en coréen, mandarin, espagnol et turc,. Son premier titre traduit en anglais est La cabane, publié chez Breakwater Books sous le titre The Ice Shack en 2021. La sensibilité, les valeurs humanistes et l’humour caractérisent l’écriture de cette auteure qui aime cultiver chez les jeunes la passion des mots, l’estime de soi et la persévérance.

#### Vie littéraire et autres œuvres
Au fil des ans, Katia a participé à de nombreux salons du livre en tant qu’auteure invitée, rencontré des lecteurs d’un bout à l’autre du Canada, offert des ateliers d’écriture et été membre de plusieurs jurys littéraires. Elle a aussi été conviée à participer au recueil célébrant les 20 ans de la Journée mondiale du livre et du droit d’auteur; de même qu’à la 13e édition de Livres comme l’air d’Amnesty International, alors qu’elle était jumelée à l’écrivain philippin emprisonné Ericson Acosta. En 2010, l’écrivaine signe le texte d’une œuvre de verre de l’artiste multidisciplinaire québécoise Guylaine Renière, donnant ainsi naissance à un livre d’artistes unique, La Musette,. Elle écrit le scénario d'un court-métrage d'animation de même que tous les dialogues des bornes interactives des personnages de l'univers Benjo, à Québec, en collaboration avec le studio Squeeze.
Outre ses œuvres publiées, Katia Canciani a aussi été pigiste pour le journal Le courrier de la Nouvelle-Écosse, a écrit des articles dans des magazines et fait paraître quelques nouvelles. Katia Canciani a travaillé comme responsable des communications du Salon du livre de l’Outaouais en 2016.

## Œuvres

### Récit épistolaire
- Lettre à Saint-Exupéry, Éditions Fides, 2009 (ISBN 978-2-76213-019-5)

### Romans
- Un jardin en Espagne : Retour au Généralife, Éditions David, 2006 (ISBN 978-2895970545)
- 178 secondes, Éditions David, 2009 (ISBN 9782895974536) - Prix littéraire des enseignants AQPF-ANEL « Roman 15 ans + » en 2010.

### Littérature jeunesse
- Clément Ader : l’homme qui voulait voler, album, ill. Félix Girard, Éditions de l’Isatis, 2023.  (ISBN 9782898430343)
  - Sélection Prix littéraire scientifique Roberval (2023 | France)[35]
- Brutus et Doudouce, album, ill. Virginie Egger, Éditions de la Bagnole, 2021.  (ISBN 9782924984123)
- Sonia d’Or, 2. Un camp mystère, court roman, réédition aux Éditions Hachette France, 2020.
- Pet et Répète : la véritable histoire, album, ill. Guillaume Perreault, Éditions Fonfon, 2019.  (ISBN 9782924984123)
  - Récipiendaire du Prix littéraire du Gouverneur général du Canada (2020)
  - Finaliste au Prix littéraire Mélèze (2021 | Canada)
- Sofia et le marchand ambulant, album, ill. Antoine Déprez, Éditions Les 400 coups, 2019.  (ISBN 9782895407775)
  - Récipiendaire du Prix Saint-Exupéry – Valeurs Jeunesse (2020 | France)
  - Finaliste aux Prix des Incorruptibles (2021/2022 | France)
  - Finaliste au Prix littéraire Chronos (2021 | France)
  - Finaliste au Prix littéraire Tatoulu (2021 | France)
  - Finaliste au Prix littéraire Peuplier (2021 | Canada)
- Sonia d’Or, 1. Si j’avais un poney…, court roman, réédition aux Éditions Hachette France, 2019.
- La cabane, album, ill. Christian Quesnel, Éditions Bouton d’or Acadie, 2019. [Traduit en anglais - The Ice Shack ]  (ISBN 9782897501471)
- Le multiplicator de Pâques, petit roman, ill. Paul Roux, Éditions Bayard, 2019.
- L’attaque du Griffetor, petit roman, ill. Paul Roux, Éditions Bayard, 2018.
- L’attaque du Voletor, bande dessinée, ill. Paul Roux, magazine Mes premiers J’aime lire (Québec), n o24, 2018.
- Théo, apprenti détective, petit roman, ill. Jean Morin, Éditions Bayard, 2017.
  - Finaliste au Prix littéraire Tamarac Express (2018 | Canada)
- Mirmaëlle, fée des dents : Un Noël surprenant, petit roman, ill. Jessica Lindsay, Éditions Bayard, 2016.
- Pique la lune, album, ill. Félix Girard, Éditions de l’Isatis, 2015.  (ISBN 9782924309483)
  - Traduit en turc, coréen, mandarin et espagnol
  - Finaliste au Prix littéraire Tamarac Express (2017 | Canada)
- Mirmaëlle, fée des dents : Une mission sans peur, petit roman, ill. Jessica Lindsay, Éditions Bayard, 2015.
- Courage, Dafné !, album, ill. Julie Cossette, Éditions Ma Bulle, 2015.
- Le voyage en Chine, petit roman, ill. Leanne Franson, Éditions Bayard, 2015.
  - Finaliste au prix littéraire Tamarac Express (2016 | Canada)
- Le dromadaire au nez rouge, court roman, ill. Leanne Franson, Soulières Éditeur, 2014.
- L’envolée d’Antoine, album, ill. Félix Girard, Éditions de l’Isatis, 2014. Traduit en turc
- Pilote en détresse, petit roman, ill. Glen Chapron, magazine J’aime lire (France) no442, novembre 2013. / Magazine J’aime lire (Québec), mars 2015.
- Série « Mon meilleur ami », albums, ill. Christine Battuz, Éditions Bayard.
  - Billy la bulle, 2013.
  - Léon la cible, 2012.
  - Karim le kaki, 2010.
  - Rosalie la ronde, 2010.
  - Frédéric le méli-mêlé, 2009.
  - Kimmy la lune, 2008.
  - Samuel la tornade, 2007.
    - Récipiendaire du prix Communication et société, catégorie jeunesse (2009 | Canada)
- Série « La bataille », petits romans, ill. Julie Deschênes, Éditions Bayard.
  - La bataille des plaines, 2013.
  - La bataille d’oreillers, 2012.
  - La bataille au sommet, 2010.
  - La grande bataille, 2009.
- Un écureuil coquin, album, ill. Alain Matte, E.R.P.I., 2012.
- Série « Les aventures de Sam Chicotte », courts romans, ill. José Vinciarelli et Ghislain Ouellet, Éditions Bayard.
  - Le trèfle d’Irlande, 2012.
  - Le talisman du Mexique, 2012.
  - La lumière de New York, 2012.
  - Les crapauds de Fort Lennox, 2012.
  - La potion du Grand Nord, 2011.
  - Les baleines des Îles-de-la-Madeleine, 2011.
- Le secret des diamants, petit roman, ill. Geneviève Côté, Éditions Bayard, 2010.
- Girofle déménage, album, ill. Céline Malépart, E.R.P.I., 2010.
- Série « Crinière au vent », courts romans, ill. Roselyne Cazazian, Éditions Hurtubise HMH.
  - 3. Poney en cavale, 2010.
  - 2. Un camp mystère, 2008.
  - 1. Si j’avais un poney, 2007.
- Poussièra, album, ill. Julie Cossette, Éditions Bayard, 2008.
  - Finaliste au Prix littéraire France-Acadie (2009 | Canada)
- Série « Riquili », albums, ill. Anne-Marie Sirois, Éditions Bouton D’or Acadie. ▪ 
  - Riquili apprend les consonnes, 2009.
  - Riquili apprend les voyelles, 2008.
  - Riquili apprend à compter, 2007.
- Le château qui puait trop, album, ill. Anne-Marie Sirois, Éditions Bouton D’or Acadie, 2008.
- La princesse Pop Corn, petit roman, ill. Benoît Laverdière, magazine J’aime lire (Québec) n o193, 2006. [Réédité aux Éditions Bayard en 2009.]

### Nouvelles
- Fourmillements, nouvelle, revue Ancrages, printemps 2007, Moncton, Nouveau-Brunswick.
- Extrait de mon journal : sui generis, nouvelle, revue Virages, printemps 2005, Ottawa, Ontario.
- Saint-Roch priez pour nous, nouvelle, collectif, recueil Auteurs recherchés 2004, 2004, Québec.

### Autres
- Rencontrer ses peurs, récit, recueil sous la direction de Marcel Leboeuf et Marilou Brousseau, Éditions Le Dauphin Blanc, 2014.
- Paroles de Musette, poésie, livre d’artistes en collaboration avec l’artiste visuelle Guylaine Renière, 2012.
- Inspirations de voyage, chronique, journal Le Sans-Papier de la Téluq, 2002 à 2003.